# Ilex uleana
Ilex uleana é um gênero de plantas com flores. Foi descrito pela primeira vez por Ludwig Eduard Loesener. Ilex uleana pertence ao gênero Ilex, e à família Aquifoliaceae.
Este tipo de animal é dividido em:
- norte do Brasil
  - Amazonas

Não há tipos listados como este.